# Calomys tener
Calomys tener е вид бозайник от семейство Хомякови (Cricetidae).

## Разпространение
Видът е разпространен в Аржентина, Боливия и Бразилия.